# 6919 Tomonaga
6919 Tomonaga è un asteroide della fascia principale. Scoperto nel 1993, presenta un'orbita caratterizzata da un semiasse maggiore pari a 2,2627880 UA e da un'eccentricità di 0,1035569, inclinata di 5,16241° rispetto all'eclittica.